# Oecetis gilva
Oecetis gilva là một loài Trichoptera trong họ Leptoceridae. Chúng phân bố ở miền Australasia.